# Angraecum firthii
Angraecum firthii är en orkidéart som beskrevs av Victor Samuel Summerhayes. Angraecum firthii ingår i släktet Angraecum och familjen orkidéer. Inga underarter finns listade i Catalogue of Life.